# Джава (Південна Дакота)
Джава (англ. Java) — місто (англ. town) в США, в окрузі Волворт штату Південна Дакота. Населення — 121 особа (2020).

## Географія
Джава розташована за координатами 45°30′14″ пн. ш. 99°53′2″ зх. д. / 45.50389° пн. ш. 99.88389° зх. д. (45.503819, -99.883882).  За даними Бюро перепису населення США в 2010 році місто мало площу 1,27 км², уся площа — суходіл.

## Демографія
Згідно з переписом 2010 року, у місті мешкало 129 осіб у 69 домогосподарствах у складі 38 родин. Густота населення становила 101 особа/км².  Було 119 помешкань (93/км²).
Расовий склад населення:
| - 93,0 % — білих - 3,1 % — корінних американців |

До двох чи більше рас належало 3,9 %. Частка іспаномовних становила 0,0 % від усіх жителів.
За віковим діапазоном населення розподілялося таким чином: 14,0 % — особи молодші 18 років, 48,8 % — особи у віці 18—64 років, 37,2 % — особи у віці 65 років та старші. Медіана віку мешканця становила 57,1 року. На 100 осіб жіночої статі у місті припадало 81,7 чоловіків;  на 100 жінок у віці від 18 років та старших — 82,0 чоловіків також старших 18 років.
Середній дохід на одне домашнє господарство  становив 41 613 долари США (медіана — 27 159), а середній дохід на одну сім'ю — 59 897 доларів (медіана — 47 500). За межею бідності перебувало 16,1 % осіб, у тому числі 40,6 % дітей у віці до 18 років та 9,6 % осіб у віці 65 років та старших.
Цивільне працевлаштоване населення становило 40 осіб. Основні галузі зайнятості: освіта, охорона здоров'я та соціальна допомога — 27,5 %, будівництво — 15,0 %, транспорт — 10,0 %, оптова торгівля — 10,0 %.